# Ekenässjön
Ekenässjön – miejscowość (tätort) w Szwecji, w regionie administracyjnym (län) Jönköping, w gminie Vetlanda.
Według danych Szwedzkiego Urzędu Statystycznego liczba ludności wyniosła: 1563 (31 grudnia 2015), 1507 (31 grudnia 2018) i 1538 (31 grudnia 2019).